# Toolida infrequens
Toolida infrequens är en insektsart som beskrevs av Christine Lynette Lambkin 1986. Toolida infrequens ingår i släktet Toolida och familjen fångsländor. Inga underarter finns listade i Catalogue of Life.